# Brunettia albonotata
Brunettia albonotata és una espècie d'insecte dípter pertanyent a la família dels psicòdids que es troba a Sri Lanka, l'Índia, Àfrica (Libèria), Malàisia, Taiwan i Jamaica.